# Mułłanur Wachitow
Mułłanur Mułłazianowicz Wachitow (tatar. Мулланур Вахитов; ur. 29 lipca?/10 sierpnia 1885 w Kazaniu, zm. 1918 tamże) – tatarski rewolucjonista, uczestnik rewolucji rosyjskiej.

## Życiorys
Urodził się w Kazaniu, w 1899 roku zaczął uczęszczać do szkoły realnej w rodzinnym mieście. Wtedy też przyłączył się do organizacji socjaldemokratycznej.  Brał udział w wydarzeniach rewolucyjnych 1905, w 1906 roku wstąpił do kółka marksistowskiego. W 1907 r. rozpoczął studia na Wydziale Ekonomicznym Politechniki Petersburskiej, by w 1912 roku przenieść się na wydział prawa Instytutu Psychoneurologicznego w Petersburgu. W Petersburgu poznał Władimira Biechtieriewa, Michaiła Frunze, Jana Gamarnika, Łarisę Rejsner.  
Organizował koła studenckie dla muzułmańskich studentów, publikował artykuły poświęcone sytuacji narodów muzułmańskich. W 1916 r. został usunięty z uczelni z powodu nieopłacenia dalszych studiów. W kwietniu 1917 w Kazaniu zaangażował się w tworzenie Muzułmańskiego Komitetu Socjalistycznego i stał na jego czele; w organizacji działali również miejscowi bolszewicy. Był redaktorem pisma „Czerwony Sztandar” (Kyzył Bajrak). Uczestniczył w zjazdach muzułmanów Rosji, jakie odbyły się w Kazaniu latem 1918 r., głosząc na nich idee socjalistyczne.  
W październiku 1917 Wachitow został członkiem Kazańskiego Komitetu Wojenno-Rewolucyjnego, w dniach 24-25 października brał udział w zbrojnym przewrocie i ustanowieniu władzy radzieckiej w Kazaniu, ale odszedł z komitetu już 28 października razem z mienszewikami-internacjonalistami oraz lewicowymi eserowcami, opowiadając się za utworzeniem po rewolucji rządu wszystkich socjalistów, a nie tylko bolszewickiego. Został wybrany do Zgromadzenia Ustawodawczego w okręgu kazańskim, z listy wyborczej muzułmańskiej. Nie wziął udziału w jedynym posiedzeniu Zgromadzenia Ustawodawczego przed jego rozpędzeniem, ale w Petersburgu spotkał się z Leninem, który zalecił muzułmańskim deputowanym popierającym rewolucję do utworzenia centralnych instytucji muzułmańskich i opracowywania dekretów dotyczących tej grupy religijnej. 
W styczniu 1918 roku został mianowany komisarzem Centralnego Komisariatu Muzułmańskiego przy Narkomnacie (Ludowym Komisariacie Narodowości), organizował jednostki muzułmańskie w Armii Czerwonej, od maja stał na czele Centralnego Wojennego Kolegium Muzułmańskiego przy Centralnym Komitecie Muzułmańskim, którzy współtworzył. W lipcu 1918 r. został komisarzem ds. zaopatrzenia na Powołżu. 4 sierpnia 1918 roku przybył do Kazania, bezpośrednio zagrożonego ofensywą Korpusu czechosłowackiego, w celu mobilizowania zwolenników bolszewików. Po tym, gdy miasto zostało zdobyte przez siły antybolszewickie, został pojmany i rozstrzelany.
Wachitow nigdy nie był członkiem partii komunistycznej.